# John Rogers Anderson
John Rogers Anderson, né le 9 septembre 1941 à Trail en Colombie-Britannique, était un officier des Forces armées canadiennes. Il a atteint le grade d'amiral et a servi en tant que chef d'État-Major de la Défense en 1993 et vice-chef d'état major de la Défense (en) de 1992 à 1993. Il a été le commandant de la Marine royale canadienne de 1991 à 1992. Il a également commandé le NCSM Restigouche (DDE 257) (en).